# Yaakov Dori
Yaakov Dori (hebreu: יַעֲקֹב דּוֹרִי‎ - Odessa, 8 d'octubre de 1899 – Haifa, 22 de gener de 1973) va ser el primer cap d'estat major de les Forces de Defensa d'Israel (FDI). També va ser el president de l'Institut Tecnològic d'Israel - Technion.

## Biografia
Yaakov Dostrovsky (més tard Dori) va néixer a Odessa a l'actual Ucraïna, que aleshores formava part de l'Imperi Rus. Fill de Tzvi i Myriam Dostrovsky, la família va emigrar a la Palestina otomana després del pogrom antijueu a Odessa el 1905. En acabar el batxillerat a l'escola Hebrew Reali de Haifa, es va allistar a la Legió Jueva de l'Exèrcit Britànic durant la Primera Guerra Mundial. Després de la guerra va estudiar enginyeria a la Universitat de Gant.
El seu fill, Yerachmiel Dori, va servir com a comandant del Cos d'Enginyeria de les FDI. La seva filla, Etana Padan, és bioquímica i professora d'ecologia microbiana a la Universitat Hebrea de Jerusalem. El seu fill petit, Zvi Dori, va ser professor de química al Technion i fundador del primer Museu de la Ciència d'Israel (Technoda). Israel Dostrovsky, químic físic i antic president de l'Institut de Ciències Weizmann, era el seu cosí germà.

## Carrera militar
Quan va tornar a Palestina el 1926 es va unir a la Haganà i va adoptar el nom clandestí de "Dan". A la Haganà era el comandant de les Forces de la Haganah de Haifa.
El 1939, Dori va ser nomenat cap de l'estat major de la Haganà, càrrec que va ocupar fins al 1946. Com a CoS Haganah Yaakov Dori va tenir el deure de convertir la Haganah d'una organització difusa d'autodefensa a un exèrcit model. De 1946 a 1947 també va dirigir la delegació jueva palestina enviada per comprar armes als Estats Units.
Quan es van formar les FDI, Dori va ser nomenat el seu primer cap d'estat major. No obstant això, malgrat el seu bon comandament i habilitats organitzatives, ja tenia una mala salut i va tenir dificultats per comandar les seves tropes durant la Guerra de Palestina de 1948, per la qual cosa es va veure obligat a confiar molt en el seu adjunt, Yigael Yadin. Va acabar el seu mandat com a cap d'estat major el 9 de novembre de 1949 i es va retirar de l'exèrcit. El va succeir el seu adjunt, Yadin. Fins i tot després d'alliberar-se de les tasques de l'exèrcit, va continuar portant el pin d'oficial que li van atorgar quan es va convertir en segon lloctinent.

## Carrera acadèmica
En deixar les FDI, Dori va ser nomenat president del Consell Científic de la nació, adscrit a l'oficina del primer ministre. Més tard va ser nomenat president del Technion - Institut de Tecnologia d'Israel de Haifa el 1951, càrrec que va ocupar fins al 1965. Havia substituït en el càrrec a Xlomo Kaplansky, i va ser substituït per Alexander Goldberg.